# Macquigny
Macquigny é uma comuna francesa na região administrativa de Altos da França, no departamento de Aisne. Estende-se por uma área de 20,18 km². Em 2010 a comuna tinha 375 habitantes (densidade: 18,6 hab./km²).